# 大王町
大王町（だいおうちょう）は、かつて三重県志摩郡にあった町。南勢地域（伊勢志摩）に含まれる。
町名は大王崎に由来する。2004年（平成16年）10月1日、志摩郡阿児町、浜島町、磯部町、志摩町と合併して志摩市が発足し、自治体としての大王町は廃止された。

## 地理
- 三重県南部（南勢/伊勢志摩）、志摩半島の南東部に位置し、東海岸は太平洋（遠州灘）、西海岸は英虞湾に面する。
- 山：登茂山（「ともやま」と表記されることも多い）
- 岬：大王崎、退治崎
- 運河：深谷水道

### 隣接していた自治体
- 阿児町、志摩町

## 歴史

### 年表
- かつては英虞郡に属していた。1896年（明治29年）には英虞郡と答志郡が合併して志摩郡が発足し、この地域は志摩郡に組み込まれた。
- 1954年（昭和29年）8月1日 - 志摩郡波切町・船越村・名田村が合併して大王町が発足。
- 1956年（昭和31年）9月30日 - 大王町が畔名村を編入。
- 2004年（平成16年）10月1日 - 大王町・浜島町・志摩町・阿児町・磯部町が合併して志摩市が発足。同日大王町廃止。

### 名前の由来
- 船越
『神鳳鈔』に東船越という名称で言及されている。船越とは全国に見られる地名であり、船による対岸への行き来がたやすい地を指す。船越神社も参照。
- 波切（なきり）
平城京から出土した木簡より、同地地名がいくつか発見されている。年代がわかっているもっとも古い木簡は天平17年（745年）であり名錐の地名が、それ以前と思われる（年代不詳）ものからは魚切里がそれぞれ見られる。平安期に書かれた『和名抄』にも名錐、『神鳳鈔』では名切、『吾妻鏡』では菜切と書かれている。もとは横に浸食され崩れた地を指すナグレであったと考えられる。
- 名田
波の荒いことを示す灘が由来であると考えられる。
- 畔名
『神鳳鈔』に安瀬名とあり、名田と同様に安瀬灘などが由来であると考えられる。

## 行政
- 最後の町長：野名澄代
- 元町長：橋爪政勝（現・志摩市長、橋爪政吉の父）

## 人口
以下は国勢調査による。1955年（昭和30年）は大王町（10,538人）と畔名村（968人）の合算値。
| 1955年（昭和30年） | 11,506人 |  |
| 1960年（昭和35年） | 11,019人 |  |
| 1965年（昭和40年） | 10,319人 |  |
| 1970年（昭和45年） | 10,309人 |  |
| 1975年（昭和50年） | 10,085人 |  |
| 1980年（昭和55年） | 10,030人 |  |
| 1985年（昭和60年） | 10,133人 |  |
| 1990年（平成2年）  | 9,653人  |  |
| 1995年（平成7年）  | 9,036人  |  |
| 2000年（平成12年） | 8,465人  |  |

## 経済

### 産業
- 沿岸漁業
- 真珠養殖、のり養殖
- 石工
- 観光

## 教育

### 中学校
- 大王町立波切中学校
- 大王町立船越中学校

### 小学校
- 大王町立畔名小学校
- 大王町立波切小学校
- 大王町立波切小学校名田分校
- 大王町立船越小学校

## 交通
鉄道は通っていない。最寄駅は近鉄志摩線鵜方駅。

### 道路
- 国道260号
- 三重県道61号磯部大王線
- 三重県道129号磯部大王自転車道線
- 三重県道515号波切港線
- 三重県道602号登茂山公園線

## 施設
医療施設
- 大王町国民健康保険病院（大王病院）

娯楽施設
- 大王劇場 - 映画館（波切）
- 寿座 - 映画館（波切）
- 船越劇場 - 映画館（船越）

## 名所・旧跡・観光スポット
- 大王埼
- 大王埼灯台 - 「日本の灯台50選」。参観灯台。
- メルパール伊勢志摩（現・都リゾート 奥志摩 アクアフォレスト）
- ともやま公園

## 文化
1996年（平成8年）3月には「絵かきの町宣言」を行い、大王大賞展、写真コンテスト、スケッチ会、写真撮影会、海と灯台のある風景画コンクールなどを開催している。

## 著名な出身者
- 大道典嘉 - プロ野球選手。
- 谷奥健四郎 - サッカー選手。[3]
- 野名澄代 - 政治家。大王町長。
- 橋爪政吉 - 政治家。志摩市長。
- 濱口優 - お笑い芸人。よゐこ。
- 石野久男 - 元衆議院議員